# Gokseong
Gokseong (coreeană: 곡성군) este un oraș din Coreea de Sud.